# Ung thư âm hộ
Ung thư âm hộ là một khối u ác tính, xâm lấn trong âm hộ, hoặc phần ngoài của bộ phận sinh dục nữ. Bệnh chỉ chiếm 0,6% các chẩn đoán ung thư nhưng 5% ung thư phụ khoa ở Hoa Kỳ. Các môi lớn là phần phổ biến nhất liên quan đến khoảng 50% của tất cả các trường hợp, tiếp theo là môi nhỏ. Âm vật và các tuyến Bartholin hiếm khi liên quan. Ung thư âm hộ tách biệt với ung thư biểu mô nội mô âm hộ (VIN), một tổn thương bề ngoài của biểu mô chưa xâm nhập vào màng nền—hoặc tiền ung thư. VIN có thể tiến triển thành ung thư biểu mô tại chỗ và cuối cùng là ung thư tế bào vảy.
Theo Hiệp hội Ung thư Hoa Kỳ, năm 2014, có khoảng 4.850 ca ung thư âm hộ mới và 1.030 ca tử vong do căn bệnh này. Tại Hoa Kỳ,tỷ lệ sống 5 năm đối với ung thư âm hộ là khoảng 70%..

## Yếu tố nguy cơ
Mặc dù nguyên nhân chính xác của bệnh ung thư âm hộ chưa được xác định, một số yếu tố có thể làm tăng nguy cơ mắc bệnh.
- Tăng tuổi
- Nhiễm virus papilloma ở người
- Bị nhiễm siêu vi suy giảm miễn dịch ở người (HIV)
- Bị nhiễm với những con người hành vi (HIV)
- Có tiền sử tiền ung thư âm hộ
- Có một tình trạng da liên quan đến âm hộ

## Nguyên nhân
Một số điều kiện như địa y sclerosus, loạn sản vảy hoặc ngứa âm hộ mãn tính có thể đứng trước ung thư. Ở phụ nữ trẻ bị ung thư âm hộ, các yếu tố nguy cơ bao gồm tình trạng kinh tế xã hội thấp, nhiều bạn tình, sử dụng thuốc lá và ung thư cổ tử cung. Bệnh nhân bị nhiễm HIV cũng dễ bị ung thư âm hộ. Nhiễm virus papilloma ở người (HPV) có liên quan đến ung thư âm hộ